# Pont-Aven
Pont-Aven è un comune francese di 2 966 abitanti situato nel dipartimento del Finistère nella regione della Bretagna.
Il territorio comunale è attraversato dal fiume Aven.

## Arte
Negli anni dopo il 1870 il villaggio fu luogo di soggiorno di numerosi artisti, specialmente statunitensi, attirati dalle favorevoli condizioni di vita dell'area. Uno di loro, Armand Jobbé-Duval, fondò la corrente del sintetismo. Nuova forza alla Scuola di Pont-Aven venne dal soggiorno di Émile Bernard, Paul Sérusier e Paul Gauguin (1886).

## Società

### Evoluzione demografica
Abitanti censiti

## Galleria d'immagini

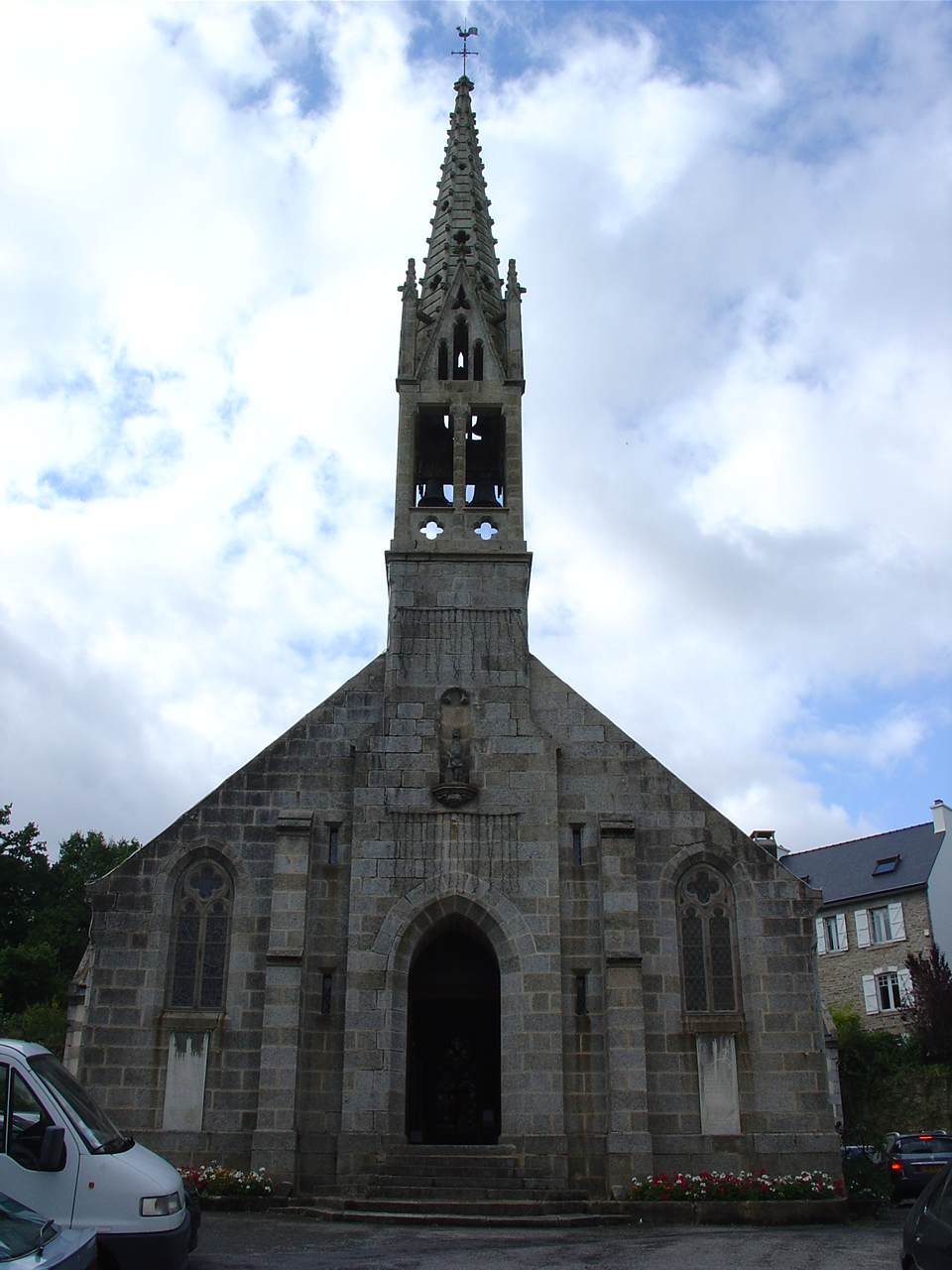
Chiesa di St.Joseph
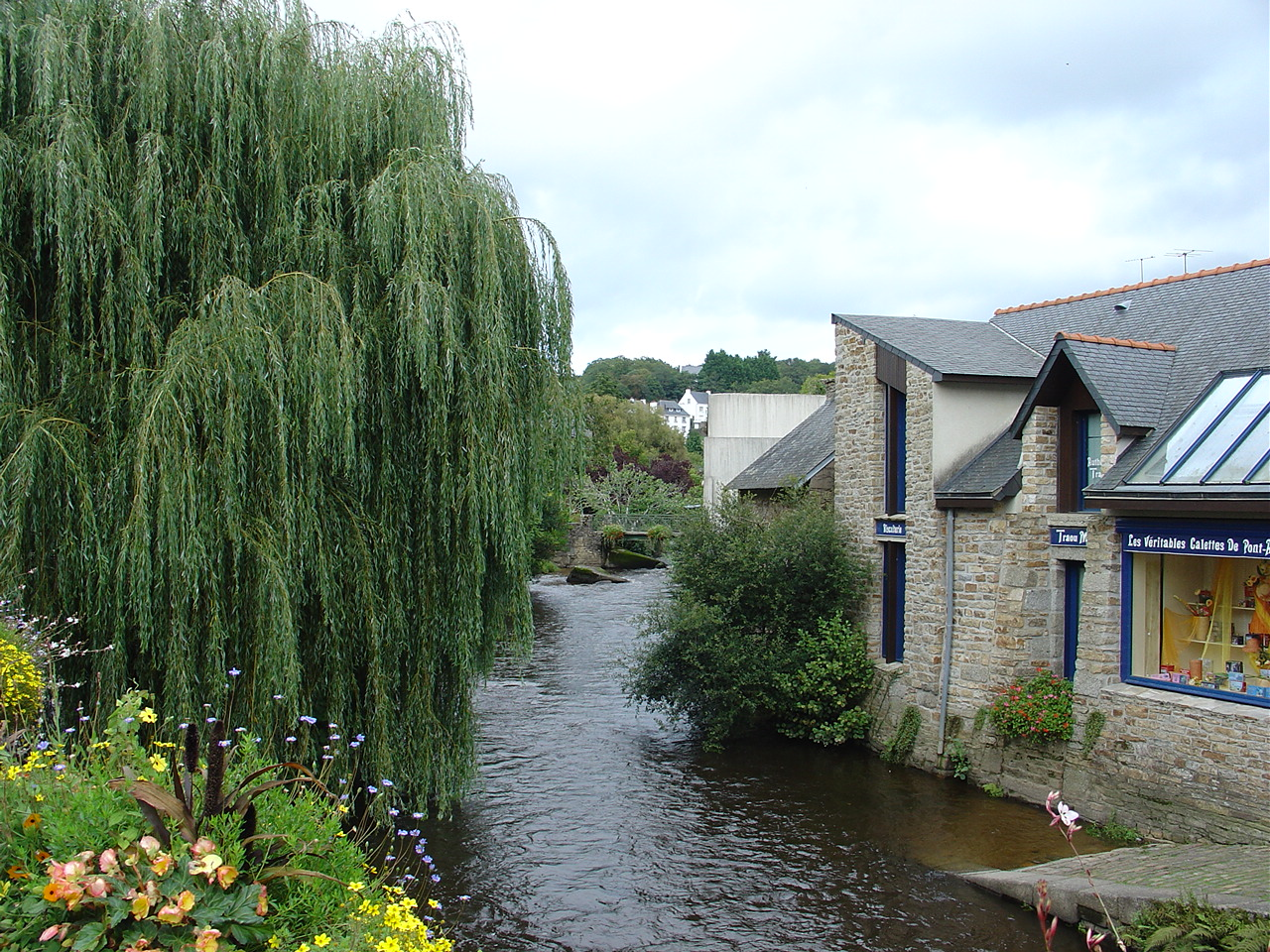
Scorcio sull'Aven
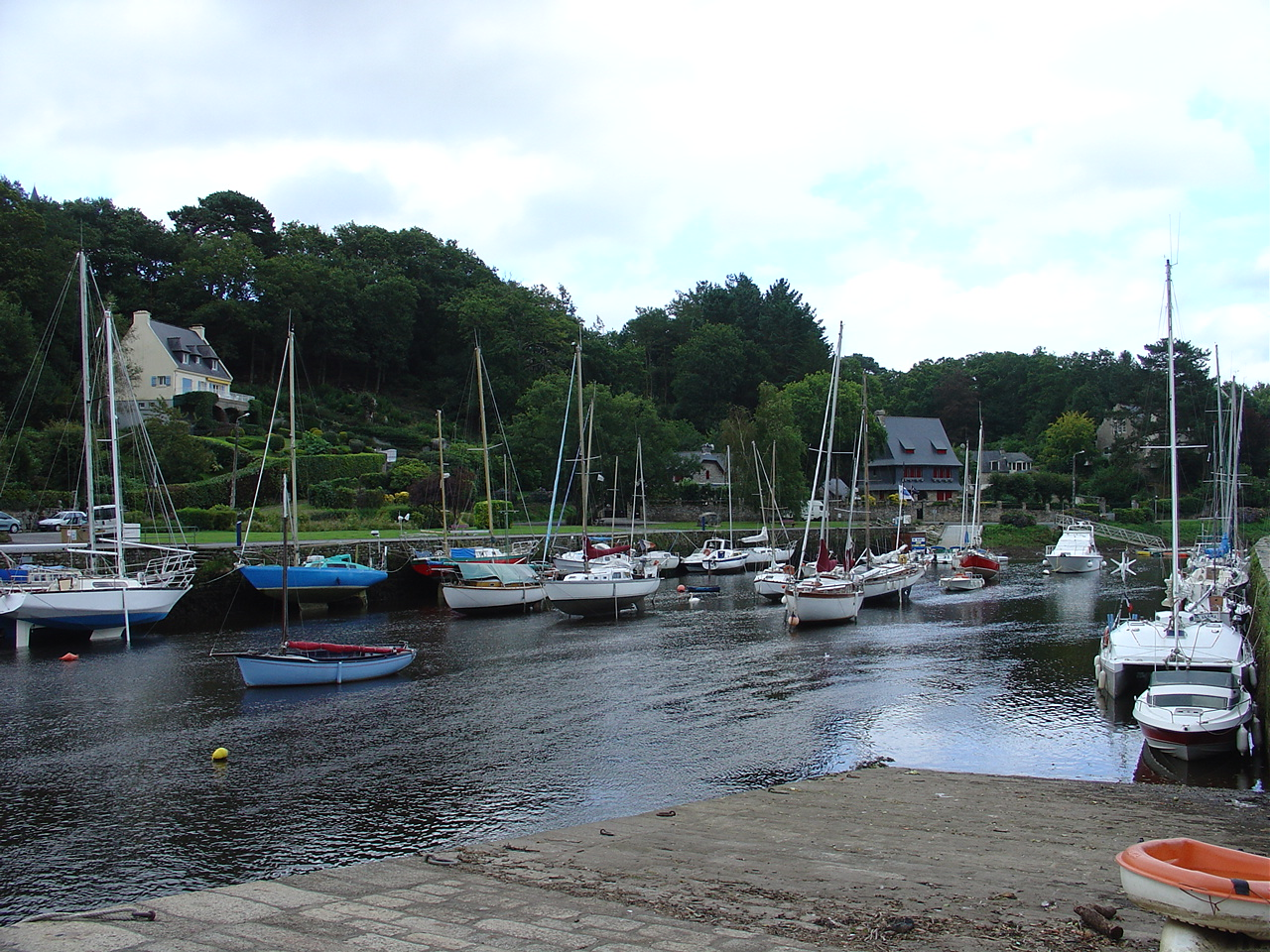
Porto
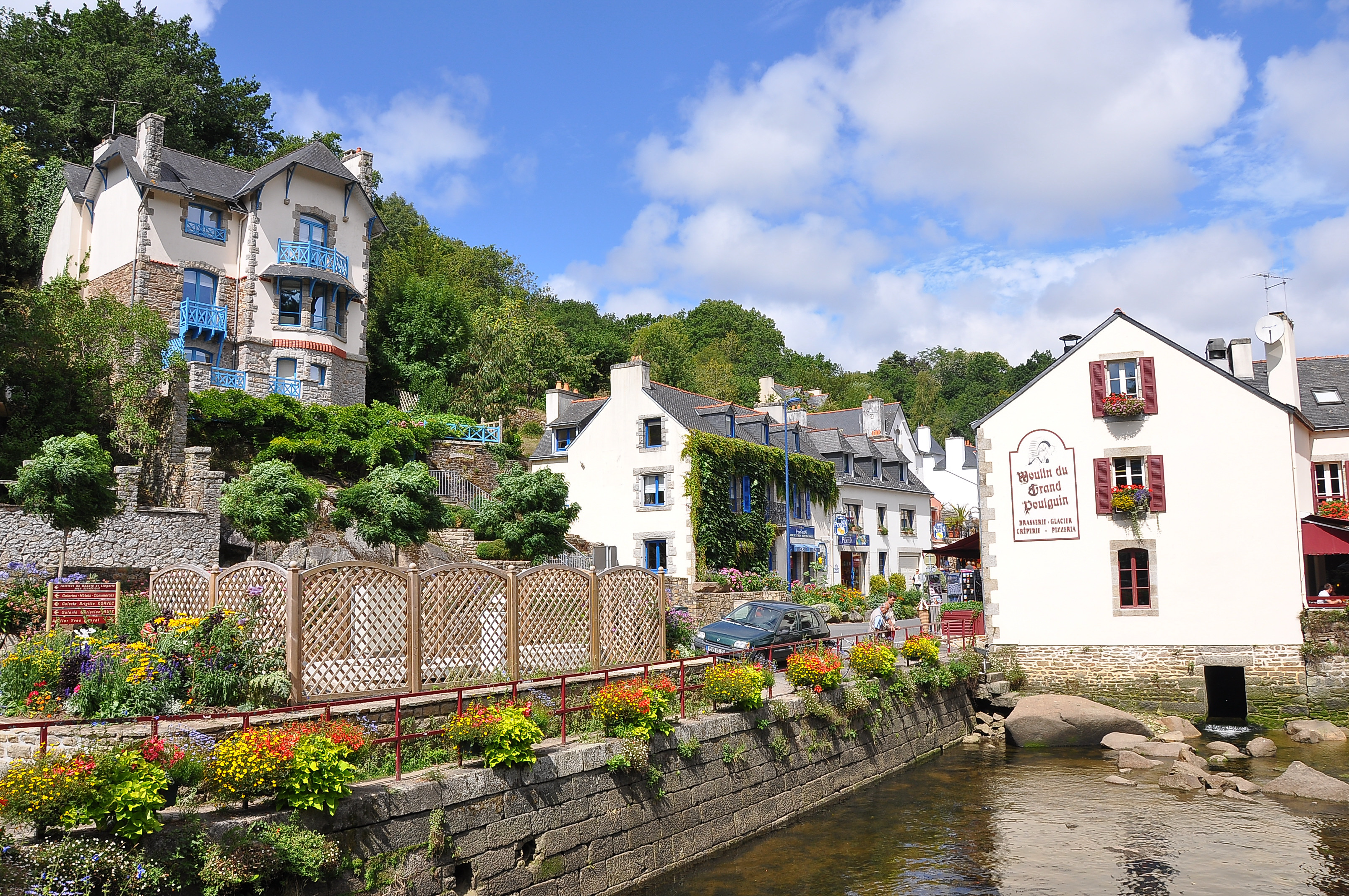
Edifici lungo il fiume Aven
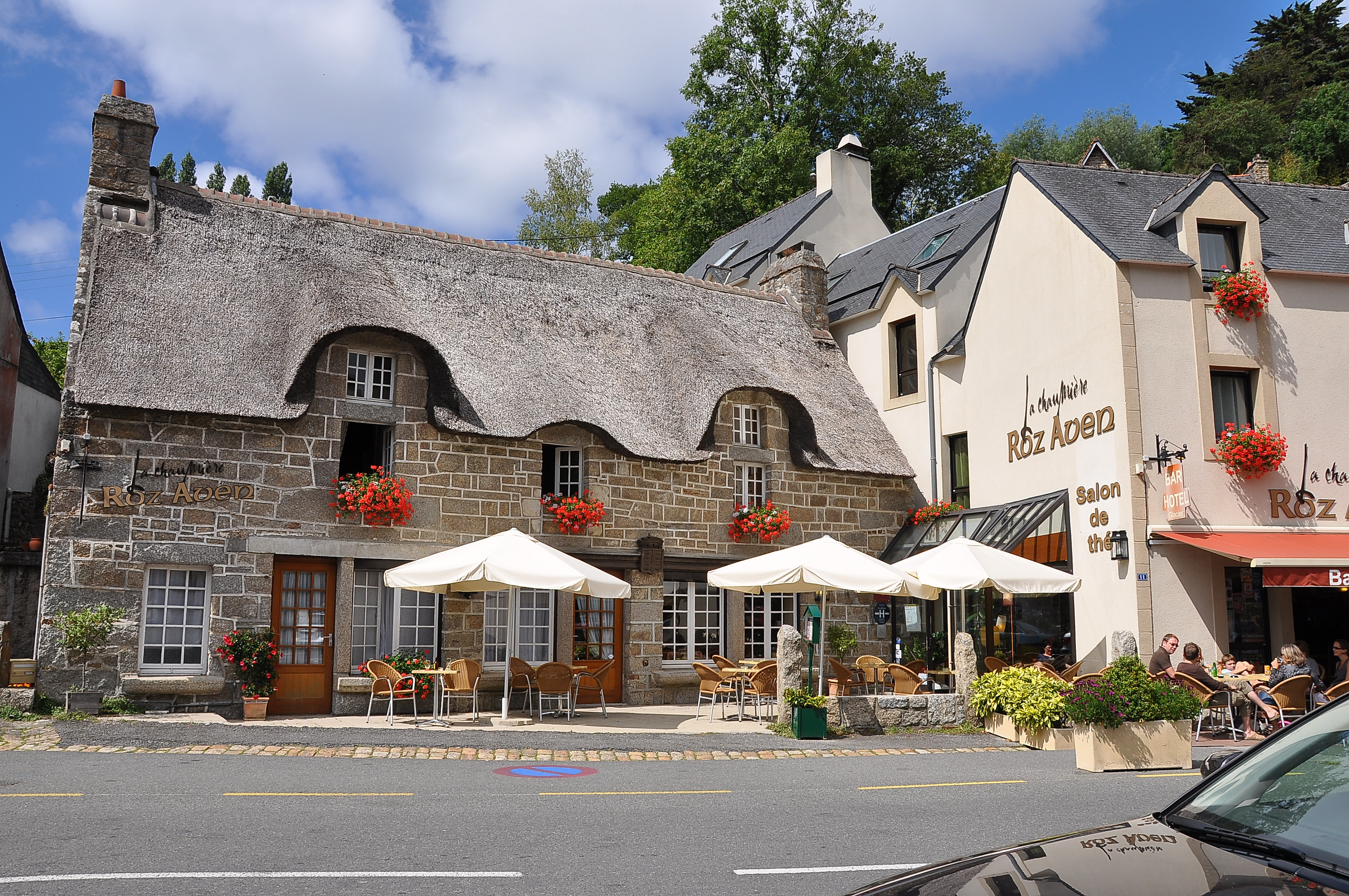
Pont-Aven: casa col tetto di paglia